# Я згідний
Я згідний (англ. I Do) — американська короткометражна кінокомедія режисера Хела Роача 1921 року.

## Сюжет
Молодятам Гарольду і Мілдред брат дружини «підкинув» на день двох своїх дітей.

## У ролях
- Гарольд Ллойд — Гарольд
- Мілдред Девіс — Мілдред
- Ной Янг
- Джек Морган
- Джек Едвардс
- Хел Берг
- Лео Бут
- Х. В. Бредлі
- Рой Брукс
- Евелін Барнс